# Антонович-Мельник Катерина Миколаївна
Катери́на Микола́ївна Антоно́вич-Ме́льник (Мельник-Антонович; 19 листопада (1 грудня) 1859, Хорол — 12 січня 1942, Київ) — український історик, археолог, перекладач, громадська діячка. Друга дружина (від 1902 року) Володимира Антоновича. Член НТШ у Львові.
Разом з Анастасією Карцовою (в дівоцтві Миклашевська) належить до перших двох жінок в Україні, які вели самостійні археологічні розкопки, і до чотирьох перших жінок-археологів у всій Російській імперії.

## Життєпис

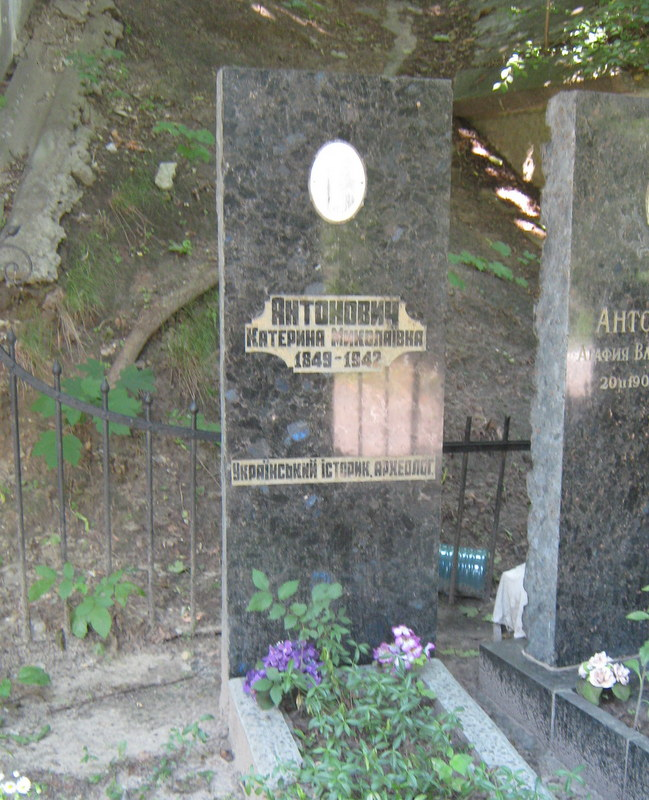
Могила Катерини Антонович

Народилася в повітовому місті Хоролі (нині Полтавської області). Її батько Микола Матвійович Мельник був дворянином. До 1917 року писала листи зазвичай на власному гербовому папері. За радянських часів вона приховувала належність до дворянського стану, тож в автобіографіях та анкетах називала себе донькою лікаря. Це теж відповідало істині, оскільки її батько був активним громадським діячем у галузі земської медицини. Зокрема, з його ініціативи було відкрито пологове відділення в місті Кременчук.
Закінчила Полтавську гімназію та Вищі жіночі курси у Києві. У 1880-х роках брала участь в археологічних розкопках біля Шумська. На початку серпня 1885 року приїхала до Тернополя, звідки з групою українських студентів мандрувала Тернопільщиною. 1888 року на острові «Стрільча скеля» біля с. Волоського на Дніпрових порогах знайшла стоянку-майстерню людини кам'яної доби — одну з найбільших на півдні Європейської частини Російської імперії майстерень того часу. «Вироби цієї майстерні, — писала Катерина Мельник, — відзначаються красою та чистотою обробки, великою різноманітністю в типах та орнаментовці предметів». Про свої знахідки біля Волоського зробила блискучу доповідь  на 8-му Всеросійському археологічному з'їзді в Москві в січні 1890 року. Здійснила систематизацію та каталогізацію частини колекції катеринославського колекціонера Олександра Поля.
Брала участь у подорожі галицької академічної молоді, а після її закінчення мандрувала далі Галичиною, Австрією, Угорщиною та Італією, де студіювала старовину. 1896 і 1900 їздила з В. Антоновичем до Італії та Сицилії.
Була членом товариства «Просвіта», НТШ у Львові, Українського наукового товариства у Києві, Київського археологічного музею та ін..
Дійсний член Товариства Нестора-літописця. Від 1919 працювала в ВУАН. Опублікувала частину рукописних творів Володимира Антоновича, підготувала до друку два томи його наукових праць. Авторка книг і статей з археології та давньої історії України.
Померла 12 січня 1942 року. Похована у Києві на Байковому кладовищі (ділянка № 7).

## Вивчення життя та діяльності
Життя і діяльність Катерини Антонович-Мельник нині вивчає Ганна Григорівна Руденко — викладачка Національного гірничого університету України (Дніпро). 25 травня 2011 року вона під керівництвом доктора історичних наук, професора Дніпровського національного університету імені Олеся Гончара Ірини Ковальової захистила дисертацію на здобуття наукового ступеня кандидата історичних наук.